# Ditrik
Ditrik (poljsko Dytryk) je bil pravi ali naslovni poljski okrajni vojvoda, ki je od leta 1032 do okoli 1033 vladal v delu poljske države, * po 992, † po 1032.

## Življenje
Bil je sin enega od polbratov Boleslava I. Hrabrega (Svetopolka, Mješka ali Lamberta) in vnuk Mješka I. in Ode Haldenslebenske. Najmanj verjeten Ditrikov oče je Svetopolk, ki je umrl pred 25. majem 992. Tako Lambert kot Mješko sta enako verjetna očeta. Edina omemba Ditrika v Hildesheimskih analih ga opisuje kot patruelis, to je kot bratranca Mješka II.
Ime je dobil verjetno po svojem pradedu, mejnem grofu Ditriku Northmarškem. Rojen je bil verjetno v Nemčiji, potem ko so njegovega očeta po smrti Boleslava Hrabrega izgnali s Poljskega. Njegova usoda pred letom 1032 ni znana. Leta 1032 ga je na kongresu v Merseburgu za enega od okrajnih knezov imenoval cesar Konrad II. Njegovo ozemlje naj bi obsegalo nekdanje okrožje Gniezno, se pravi Velikopoljsko.
Po letu 1033 je bil verjetnol izgnan iz države. Tisto leto je umrl Oton Boleslavovič, kar je dalo Mješku II. priložnost, da prevzame preostala okrožja Poljske in ponovno združi državo. Ditrikova nadaljnja usoda ni znana, prav tako ne njegova poroka, potomci, datum smrti in kraj pokopa.
Obstaja hipoteza, da je bil Ditrik pomorjanski vojvoda in oče ali brat Sjemomisla in začetnik pomorkanske veje dinastije Pjastov.